# Z-Boys

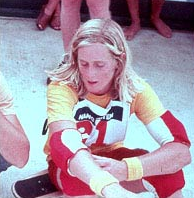
Stacy Peralta, 1976

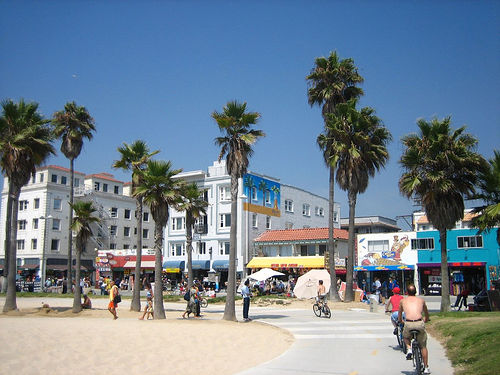
Venice (Los Angeles) où les Z-boys ont grandi

Les Z-Boys ou la « Zephyr Competition team » est un groupe de skateurs originaires de Venice à Los Angeles (communément surnommé Dogtown) en Californie. Ils appartiennent au surfshop « Zephyr » fondé par Skip Engblom, Jeff Ho et Craig Stecyk. Ils sont tout d'abord surfers mais les bonnes vagues pour surfer étant rares, ils trouvent dans le skateboard un moyen de surfer, en quelque sorte, sur l'asphalte. Dès lors que ce sport connait sa révolution (roues en gommes, en polyurethane ou en uréthane et planches plus solides), ils sont lancés et gagnent des compétitions. Durant la sécheresse de 1976 en Californie, les piscines vides se transforment en terrain de jeu (que l'on connaît maintenant sous le nom de bowl), ce qui donne naissance à la pratique actuelle du skateboard.
C'est dans une de ces piscines que Tony Alva arriva tellement vite qu'il dépassa le bord de la piscine, réalisant ainsi la première figure aérienne de l'histoire.
Membres Originaux :
- Adrian Reif
- Allen Sarlo
- Bob Biniak
- Chris Cahill
- Jay Adams
- Jim Muir
- Nathan Pratt
- Paul Constantineau
- Peggy Oki
- Shogo Kubo
- Stacy Peralta
- Tony Alva
- Wentzle Ruml IV

On peut notamment retrouver l'histoire des Z-Boys dans le film Les Seigneurs de Dogtown ou encore le documentaire Dogtown and Z-Boys réalisé par Stacy Peralta lui-même.